# Pratapgarh City
Pratapgarh City là một thị xã và là một nagar panchayat của quận Pratapgarh thuộc bang Uttar Pradesh, Ấn Độ.

## Nhân khẩu
Theo điều tra dân số năm 2001 của Ấn Độ, Pratapgarh City có dân số 12.339 người. Phái nam chiếm 52% tổng số dân và phái nữ chiếm 48%. Pratapgarh City có tỷ lệ 52% biết đọc biết viết, thấp hơn tỷ lệ trung bình toàn quốc là 59,5%: tỷ lệ cho phái nam là 62%, và tỷ lệ cho phái nữ là 40%. Tại Pratapgarh City, 18% dân số nhỏ hơn 6 tuổi.